# European Young Chemists' Network
Le réseau européen des jeunes chimistes (EYCN) est la division des jeunes de la société européenne de chimie (en) (EuChemS) qui rassemble les chimistes de moins de 35 ans appartenant à une société membre européenne.

## Histoire
L’idée de ce réseau inscrit dans l’EuChemS revenait lors de nombreuses rencontres de jeunes chimistes en Europe et, le 31 août 2006 lors du 1er ECC « European Chemistry Congress » à Budapest, un manifeste intitulé « Aims, Tasks and Goals of EYCN » a été écrit, jetant les fondements de ce réseau. En mars 2007, Jens BREFFKE (Allemagne) et Csaba JANAKI (Hongrie) ont invité toutes les sociétés à envoyer leurs représentants à Berlin dans le but de créer les règles de l’EYCN qui ont été plus tard confirmées par le comité exécutif de l’EuChemS. Pendant ce temps-là, l’EYCN est allé à la rencontre de tous les jeunes chimistes faisant partie du cadre de travail de la société européenne de chimie pour échanger leur savoir, expériences et idées. Depuis sa création, les sociétés chimiques de 28 pays élisent leurs délégués, jeunes chimistes, pour représenter leurs divisions de jeunes chimistes auprès de l’EYCN (European Young Chemists’ Network) (carte).

## Organisation
L’EYCN est organisé avec un comité de 4 équipes dirigées par un leader et ayant chacune des responsabilités spécifiques : 1- l’équipe  « adhésion », 2- l’équipe « réseaux », 3- l’équipe « science » 4- l’équipe « communication ». L’EYCN est une des divisions les plus actives de l’EuChemS avec pour but principal d’offrir un support et un mentorat aux étudiants, jeunes chercheurs en début de carrière et aux professionnels via des prix de poster et communication orale, l’EYCA – « European Young Chemist Award », des programmes d’échanges (« congress fellowships », le programme YCCB – Young Chemists Crossing Borders) et des activités éducatives (conférences,« journées carrière », colloques pour compétences transversales).
Il est important de dire que l’EYCN collabore avec succès avec d’autres réseaux de jeunes chimistes en Europe et au-delà. Le réseau a su construire des collaborations particulièrement fructueuses avec la société de chimie américaine (ACS-YCC – « American Chemical Society - Younger Chemists Committee ») et coopère de manière active avec le réseau international des jeunes chimistes IYCN – International Younger Chemists Network.
Il est à noter que l’EYCN a été fortement soutenu financièrement par l’EuChemS et Evonik Industries depuis de très nombreuses années.

## Projets et événements
Afin de promouvoir la science auprès du grand public, l’EYCN organise le concours de photographie « Photochimica» depuis 2016, en collaboration avec la Royal Society of Chemistry (RSC), et le concours vidéo Chemistry Rediscovered.
L’EYCN organise également différents événements, notamment la conférence internationale biennale European Young Chemists’ Meeting (EYCheM), un symposium lors du European Chemistry Congress (ECC) biennal et une Assemblée des Délégués (AD) annuelle. A ce jour, on compte 15 AD organisées depuis la première en 2006 à Budapest, en Hongrie.

## Bureaux de l’EYCN
De 2006 à 2013, les bureaux de l’EYCN et les groupes de travail ont été changés de manière irrégulière tous les un à trois ans. Après 2013, des élections ont eu lieu tous les deux ans. Chaque bureaux de l’EYCN a contribué au développement du réseau des jeunes chimistes européens grâce à plusieurs actions clés.
De 2006 à 2009, le bureau est le suivant : président : Csaba Janáky (Hongrie) ; secrétaire : Emma Dumphy (Suisse) ; trésorier : Juan Luis Delgado de la Cruz (Espagne) ; chargée des relations avec les sponsors : Jens Breffke (Allemagne) ; chargée de communication : Cristina Todaşcă (Roumanie). Les actions clés sont : création de l’EYCN à Berlin par les représentants de 12 sociétés chimiques européennes.

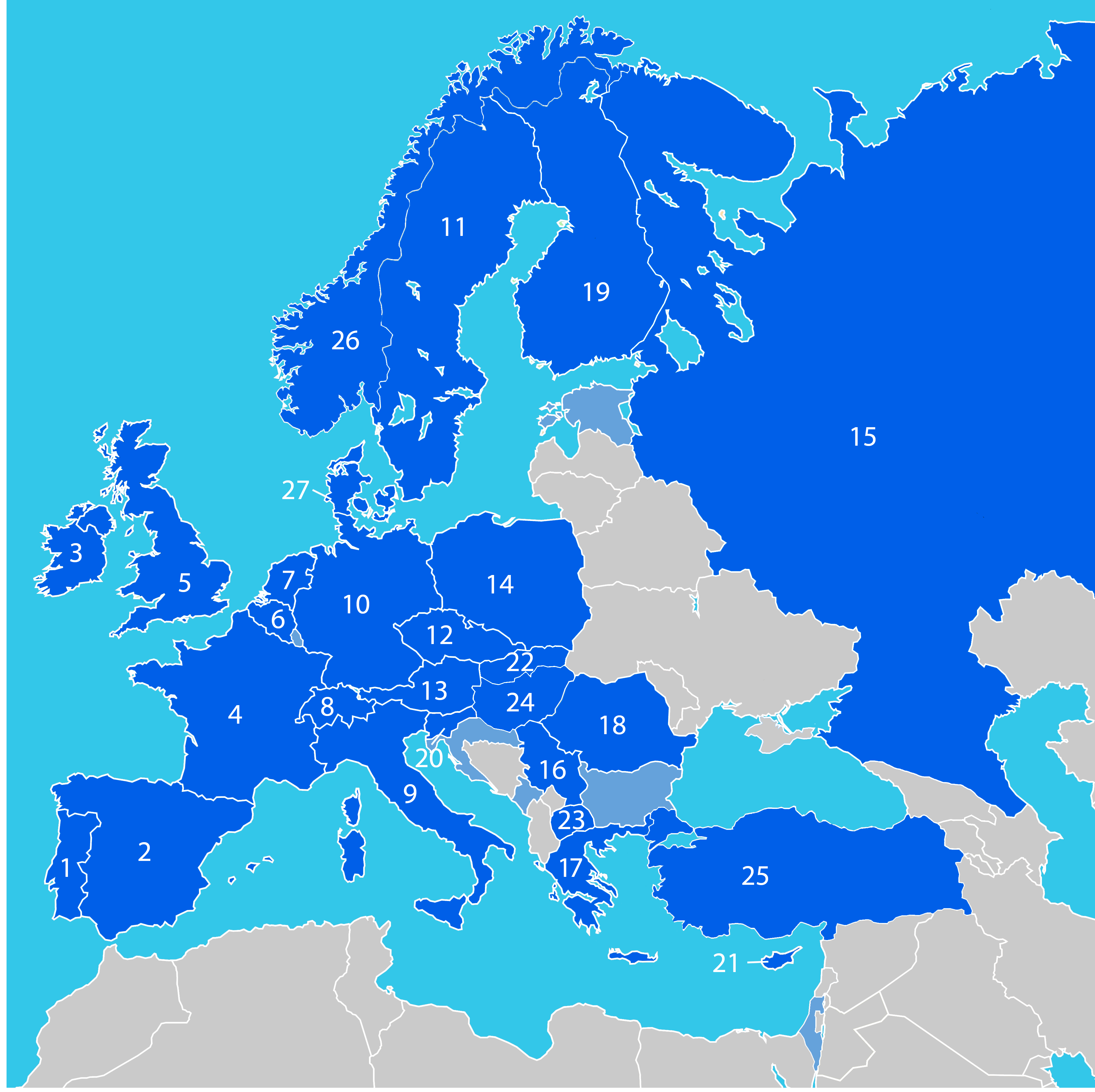
La carte de tous les pays avec des délégués actifs au sein de l’EYCN: (10) Allemagne (2006), (13) Autriche (2008), (6) Belgique (2008), (20) Croatie (2019), (21) Chypre (2017), (27) Danemark (2019), (2) Espagne (2007), (19) Finlande (2008), (4) France (2007), (17) Grèce (2011), (24) Hongrie (2006), (3) Irlande (2008), (9) Italie (2007), (26) Norvège (2014), (7) Pays-Bas (2007), (14) Pologne (2008), (1) Portugal (2007), (23) Macédoine du Nord (2018), (12) République tchèque (2007), (5) Royaume-Uni (2007), (18) Roumanie (2007), (15) Russie (2008), (16) Serbie (2011), (22) Slovaquie (2018), Slovénie (2015), (11) Suède (2010), (8) Suisse (2007), (25) Turquie (2007)

De 2010 à 2012, le bureau est le suivant : président : Sergej Toews (Allemagne) ; secrétaire : Helena Laavi (Finlande) ; relation avec l’industrie : Viviana Fluxa (Suisse) ; communication : Dan Dumitrescu (Roumanie) ; questions scientifiques : Ilya Vorotyntsev (Russie). Les actions clés sont : l’établissement de l'identité corporative de l’EYCN.
De 2012 à 2013, le bureau est le suivant : présidente : Cristina Todasca (Roumanie) ; secrétaire : Aurora Walshe (Grand Bretagne). Les actions clés sont : l’EYCN s’est structuré pour la première fois en groupes de travail avec les délégués comme membres des groupes de travail.
De 2013 à 2015, le bureau est le suivant : président : Frédérique Backaert (Belgique) ; secrétaire : Aurora Walshe (Grand Bretagne) ; responsable de l'équipe scientifique : Vladimir Ene (Roumanie) ; responsable de l'équipe de communication : Lisa Phelan (Irlande) ; responsable de l’équipe de la gestion des membres : Koert Wijnbergen (Pays-Bas) ; responsable de l'équipe des réseaux : Anna Stefaniuk-Grams (Pologne) ; conseiller : Cristina Todaşcă (Roumanie). Les actions clés sont : première participation de l’EYCN au Congrès européen de la Chimie EuCheMS (ECC5) à Istanbul, Turquie en 2014.
De 2015 à 2017, le bureau est le suivant : président : Fernando Gomollón-Bel (Espagne) ; secrétaire : Camille Oger (France) ; responsable de l'équipe scientifique : Oana Fronoiu (Roumanie) ; responsable de l'équipe de communication : Sarah Newton (Grand Bretagne) ; responsable de l'équipe des réseaux : Michael Terzidis (Grèce) ; Responsable de l’équipe de la gestion des membres : Emanuel Ehmki (Autriche). Les actions clés sont : l’établissement des règles d'élection du bureau de l’EYCN et de la participation à l'AD ; la publication d'un bulletin mensuel a été décidée.
De 2017 à 2019,, le bureau est le suivant : présidente : Alice Soldà (Italie) ; secrétaire : Torsten John (Allemagne) ; responsable de l'équipe de communication : Kseniia Otvagina (Russie) ; responsable de l’équipe de la gestion des membres : Jelena Lazić (Serbie) ; responsable de l'équipe réseaux : Victor Mougel (France) ; responsable de l'équipe scientifique : Hanna Makowska (Pologne) ; conseiller : Fernando Gomollón-Bel (Espagne). Les actions clés sont : la création du site «Chemistry across Europe» fournissant des informations de base sur la chimie dans le domaine académique et industriel à travers l'Europe et de la chaîne YouTube de l’EYCN. La 2ème réunion européenne des jeunes chimistes (EYCheM) a été organisée en collaboration avec le JCF Brême (Allemagne).
De 2019 à 2021, le bureau est le suivant : président : Antonio M. Rodríguez García (Espagne) ; secrétaire : Maximilian Menche (Allemagne) ; trésorier : Jelena Lazić (2019-2020) (Serbie), Carina Crucho (2020-2021) (Portugal) ; responsable de l'équipe de communication : Maxime Rossato (France) ; responsable de l'équipe des connexions mondiales : Lieke van Gijzel (Pays-Bas) ; responsable de l’équipe de la gestion des membres : Miguel Steiner (Autriche) ; responsable de l'équipe réseaux : Jovana V. Milic (Suisse) ; responsable de l'équipe scientifique : Katarina Josifovska (2019-2020) (Macédoine du Nord), Robert-Andrei Țincu (2020-2021) (Roumanie) ; conseiller : Alice Soldà (Italie)